# Festival international du film de Jeonju
Pour les articles homonymes, voir JIFF.
Le Festival international du film de Jeonju (en coréen : 전주국제영화제), également désigné par le sigle JIFF (pour Jeonju International Film Festival en anglais), est un festival de cinéma se déroulant à Jeonju, en Corée du Sud. Il a lieu chaque année fin avril-début mai.

## Éditions

### 2018
Le festival a lieu du 3 au 12 mai 2019. Le palmarès se répartit comme suit.
Film d'ouverture
- Yakiniky Dragon de Chong Wishing

Compétition internationale
- Distant Constellation de Shevaun Mizrahi - Prix du meilleur film
- The Return de Malene Choi - Prix spécial du jury
- Les Héritières (Las herederas) de Marcelo Martinessi - Grand Prix
- Baronesa de Juliana Antunes
- Drift de Helena Wittmann
- Lune de miel (Lemonade) de Ioana Uricaru
- Matangi/Maya/M.I.A. de Steve Loveridge
- Notes on an Appearance de Ricky D'Ambrose
- Saimon et Tada Takashi de Manabu Oda
- The Reports on Sarah and Saleem de Muayad Alayan

Compétition coréenne
- Graduation de Hui Ji-ye - Prix de l'union
- A Gaze on an Invisible Orange de Lee Jun-pil
- Back from the Beat de Choi Chang-hwan
- Dreamer de Cho Sung-bin
- I Have a Date with Spring de Baek Seung-bin
- Land of the Strangers d'Oh Wo-jae
- Mate de Jung Dae-gun
- The Darling de Lee Seung-yup
- The Land of Seonghye de Jung Hyungsuk
- To My River de Park Kun-young

Film de clôture
- L'Île aux chiens (Isle of Dogs) de Wes Anderson

Autres prix
- Adulthood de Kim In-seon - Prix Netpac

### 2019
Le festival a lieu du 2 au 11 mai 2019. Le palmarès se répartit comme suit.
Film d'ouverture
- Piranhas (La paranza dei bambini) de Claudio Giovannesi

Compétition internationale
- Chun nuan hua kai d'Ivan Marković et Linfeng Wu - Grand Prix
- Querência de Helvécio Marins Jr. - Prix du meilleur film
- Last Night I Saw You Smiling de Kavich Neang - Prix spécial du jury
- Benni (Systemsprenger) de Nora Fingscheidt
- Breathless Animals de Lei Lei
- Dreissig de Simona Kostova
- L'Innocent (Der Unschuldige) de Simon Jaquemet
- Ohong Village de Luke Lungyin Lim
- Sons of Denmark (Danmarks sønner) d'Ulaa Salim
- The Stone Speakers d'Igor Drljaca
- Voyage autour de la chambre d'une mère (Viaje al cuarto de una madre) de Celia Rico Clavellino

Compétition coréenne
- Heuteojin Bam de Kim Sol et Lee Ji-hyoung - Grand Prix, prix d'interprétation masculine pour Moon Seung-ah
- The Sea of Itami Jun (Itami Jun-ui Bada) de Jung Da-woon - Prix CGV Arthouse
- A Bedsore de Shim Hye-jung
- Atlantic City de Ra Juhyoung
- Goodbye Summer de Park Juyoung
- Move the Grave de Jeong Seung-o
- My Punch-Drunk Boxer de Jung Hyuk-ki
- Own Way de Kim Songmi
- Remain de Kim Minkyung
- Wave de Choi Chang-hwan

Film de fermeture
- Skin de Guy Nattiv

Autres prix
- Mosavali de Misho Antadze - Prix Netpac

### 2020
Le festival a lieu du 5 au 12 mai 2020. Le palmarès se répartit comme suit.
Compétition internationale
- Damp Season de Gaoming Liu - Grand Prix
- El año del descubrimiento de Luis López Carrasco - Prix spécial du jury
- Adam de Maryam Touzani - Mention spéciale
- Jumbo de Zoé Wittock
- Las Mil y Una de Clarisa Navas
- Obake de Hiromichi Nakao
- A Metamorfose dos Pássaros de Catarina Vasconcelos
- Window Boy Would Also Like to Have a Submarine d'Alex Piperno

Compétition coréenne
- Barama angaereul geodeogadao de Shin Dong-min - Grand Prix ex æquo
- Gull de Kim Mi-jo - Grand Prix ex æquo
- Black Light de Bae Jong-dae - Prix d'interprétation féminine pour Yeom Hye-ran
- Dispatch: I Don't Fire Myself (Pagyeon: Naneun naleul haegohaji anhneunda) de Lee Tae-gyeom - Prix d'interprétation masculine pour Oh Jung-se
- Homeless de Lim Seung-hyeun - Prix CGV Arthouse
- Blessedness: Monsters and Specters (Goemul, yulyeong, jayuin) de Hong Ji-yeong
- Please Don't Save Me (Naleul guhaji maseyo) de Jung Yeon-kyung
- Damjaengi de Jay Han
- Dust-Man de Kim Na-kyung
- Daldongne 33 Up de Cho Uhn
- Midsummer Madness (Saeng-gag-ui yeoleum) de Kim Jong-jae

Autre prix
- Babenco: Alguém Tem que Ouvir o Coração e Dizer Parou de Bárbara Paz - Prix du public
- Laila Aur Satt Geet de Clarisa Navas - Prix Netpac

### 2021
Le festival a lieu du 29 avril au 8 mai 2021. Le palmarès se répartit comme suit.
Film d'ouverture
- Le Père (Otac) de Srdan Golubović

Compétition internationale
- Esquirlas de Natalia Garayalde - Grand Prix
- Pejzazi otpora de Marta Popivoda - Prix du meilleur film
- Friends and Strangers de James Vaughan - Prix spécial du jury
- All Light, Everywhere de Theo Anthony
- Broken Keys de Jimmy Keyrouz
- Como el cielo después de llover de Mercedes Gaviria
- Dernier Round de Mohamed Fekrane
- Ste. Anne de Rhayne Vermette
- Stop-Zemlia de Kateryna Gornostai
- The Goldfish: Dreaming of the Sea de Sara Ogawa

Compétition coréenne
- Kim Min-young of the Report Card (Seongjeogpyoui Kim Min-young) de Lim Jisun et Lee Jae-eun - Grand Prix
- Not Out de Jung-gon Lee - Prix d'interprétation masculine pour Jeong Jae-kwang, choix de Watcha
- Coming to You (Neoege ganeun gil) de Gyuri Byun - Mention spéciale, prix du documentaire
- Honja saneun saramdeul de Hong Seong-eun - Prix CGV Arthouse, prix d'interprétation féminine pour Gong Seung-yeon
- Awoke (Bogjisigdang) de Jung Jae-ik et Seo Tae-soo
- Nineteen (Yeol-ahob) de Woo Kyenghee
- Influenza de Hwang Junha
- First Child (Cheosbeonjjae ai) de Hur Jungjae
- Corydoras de Ryu Hyung-seok
- The Train Passed by (Hee-soo) de Kam Jeong-won

Film de clôture
- Josep d'Aurel

Autres prix
- Jazz Café Basie: The Ballad of Swifty de Tetsuya Hoshino - Prix Netpac

## Jeonju Cinema Project

### Principe
Chaque année, le festival produit un film à sketches original. Plusieurs réalisateurs reconnus sont invités à réaliser un segment.

### Liste des films
- Jeonju Digital Project 2000 : Park Kwang-su, Kim Yun-tae et Zhang Yuan
- Jeonju Digital Project 2001 : Jia Zhangke, John Akomfrah et Tsai Ming-liang
- Jeonju Digital Project 2002: After War : Nobuhiro Suwa, Moon Seung-wook et Wang Xiaoshuai
- Jeonju Digital Project 2003 : Bahman Ghobadi, Park Ki-yong et Shinji Aoyama
- Jeonju Digital Project 2004 : Bong Joon-ho, Sōgo Ishii et Yu Lik-wai
- Jeonju Digital Project 2005 : Song Il-gon, Apichatpong Weerasethakul et Shin'ya Tsukamoto
- Jeonju Digital Project 2006 : Pen-ek Ratanaruang, Darezhan Omirbaev et Eric Khoo
- Jeonju Digital Project 2007 : Harun Farocki, Pedro Costa et Eugène Green
- Jeonju Digital Project 2008 : Nacer Khémir, Idrissa Ouedraogo et Mahamat Saleh Haroun
- Jeonju Digital Project 2009: Visitors : Hong Sang-soo, Naomi Kawase et Lav Diaz
- Jeonju Digital Project 2010 : James Benning, Denis Côté et Matías Piñeiro
- Jeonju Digital Project 2011 : Claire Denis, José Luis Guerín et Jean-Marie Straub
- Jeonju Digital Project 2012 : Vimukthi Jayasundara, Raya Martin, Liang Ying
- Jeonju Digital Project 2013: Strangers : Edwin, Masahiro Kobayashi et Lu Zhang
- Jeonju Digital Project 2014 : György Pálfi, Shin Yeon-shick et Park Jung-bum
- Jeonju Cinema Project 2015 : Benjamin Naishtat, Kim Hee-jung et Lee Hyun-jung
- Jeonju Cinema Project 2016 : Lukas Valenta Rinner, Kim Soo-hyun et Cho Jae-min
- Jeonju Cinema Project 2017 : Lee Chang-jae, Kim Dae-hwan et Kim Yang-hee
- Jeonju Cinema Project 2018 : Alejandro Fernández Almendras, Camila José Donoso, Lee Hark-joon, Jang Woo-jin et Teague Lim
- Jeonju Cinema Project 2019 : Jeon Jee-hee, Ko Hee-young, Damien Manivel et Kim Jong-kwan